# Alina Ibraguímova
Alina Rinátovna Ibraguímova (en ruso: Али́на Рина́товна Ибраги́мова; Polevskoy, 28 de septiembre de 1985) es una violinista rusa-británica. 

## Biografía
Nació en Polevskoy, Sverdlovsk en la Unión Soviética, en el seno de una familia baskir. Su familia era musical, y ella comenzó a tocar el violín a la edad de 4 años. A los 5 años comenzó en el Escuela Estatal de Música Gnessin en Moscú, estudiando con Valentina Korolkova, y a los 6 años comenzó su carrera tocando con varias orquestas, incluida la Orquesta del Teatro Bolshói. Tenía 10,cuando su padre, Rinat Ibraguimov, asumió el cargo de contrabajo principal en la Orquesta Sinfónica de Londres, y la familia se mudó a Inglaterra. Al año siguiente, comenzó sus estudios en la escuela Yehudi Menuhin (donde su madre es profesora de violín) con la profesora Natasha Boyarskaya. 
En diciembre de 1998, actuó con Nicola Benedetti en la ceremonia de apertura del 50 aniversario de la Declaración Universal de Derechos Humanos de la UNESCO en París; interpretaron un doble concierto para violín de Bach bajo la batuta de Yehudi Menuhin. Menuhin murió tres meses después, e Ibraguímova realizó el movimiento lento del mismo concierto en su funeral en la Abadía de Westminster. 
Después de terminar sus estudios en la Escuela Yehudi Menuhin, pasó a la Escuela Guildhall de Música y Drama durante un año, y luego al Royal College of Music, donde estudió con Gordan Nikolic.  
Junto con otros estudiantes del Royal College, formó el cuarteto de cuerdas de instrumentos de épocaChiaroscuro, especializado en música del período clásico. 

## Carrera
Después de ganar varios concursos internacionales, en 2002 ganó la Beca de Música de la Orquesta Sinfónica de Londres (anteriormente Premio Shell), un importante impulso para su carrera en solitario. El siguiente avance se produjo en 2005 cuando tocó y dirigió el segundo concierto para violín de Mozart con la orquesta Kremerata Baltica en Mozartwoche en el Mozarteum de Salzburgo. 
Fue miembro del programa BBC Radio 3 New Generation Artists 2005-7. Ha realizado conciertos con la Orquesta Sinfónica de Londres, Deutsche Kammerphilharmonie Bremen, Orquesta Philharmonia, Orquesta Sinfónica de la Ciudad de Birmingham, Orquesta Sinfónica de la BBC, Radio-Sinfonie-Orchester Frankfurt y Sinfónica de Seattle, trabajando con directores como Sir Charles Mackerras, Valeri Guérguiev, Sir John Eliot Gardiner, Paavo Järvi, Richard Hickox y Osmo Vänskä. En 2012, dirigió por primera vez una orquesta de instrumentos de época, la Academy of Ancient Music.
Su primer CD para Hyperion Records fue de las obras completas para violín de Karl Amadeus Hartmann en 2007, seguidas de los dos conciertos para violín de Nikolai Roslavets en 2008, un disco de las obras completas para violín y piano de Karol Szymanowski y las sonatas y partitas para violín solo de J.S Bach en 2009. 

## Premios y reconocimientos
Ha sido galardonada con varios premios, entre ellos el Premio a la Artista Joven de la Royal Philharmonic Society 2010, y el Premio Emily Anderson (la ganadora más joven), Borletti-Buitoni Trust y un BRIT clásico.
Fue nombrada miembro de la Orden del Imperio Británico (MBE) en los Premios de Año Nuevo 2016 por sus servicios a la música.

## Vida personal
Desde 2015, está casada con el escritor y crítico de música clásica Tom Service, a quien conoció cuando la entrevistó para The Guardian. Residen en Greenwich, Londres.

## Discografía seleccionada
- Wolfgang Amadeus Mozart: Sonatas para violín K305, 376 y 402 con Cédric Tiberghien, piano ( Hyperion Records,[5] CDA68092, 2016)
- Wolfgang Amadeus Mozart: Sonatas para violín K301, 304, 379 y 481 con Cédric Tiberghien, piano (Hyperion Records,[6] CDA68091, 2016)
- Johann Sebastian Bach: Conciertos para violín con Arcangelo y Jonathan Cohen (director) (Hyperion Records,[7] CDA68068, 2015)
- Eugène Ysaÿe: Sonatas para violín solo (Hyperion Records,[8] CDA67993, 2015)
- Felix Mendelssohn: Concierto para violín (Mendelssohn) en Mi menor, Op 64, Concierto para violín en Re menor con la Orquesta de la Era de las Luces, Vladimir Jurowski (Hyperion Records,[9] CDA67795, 2012)